# Fanny White

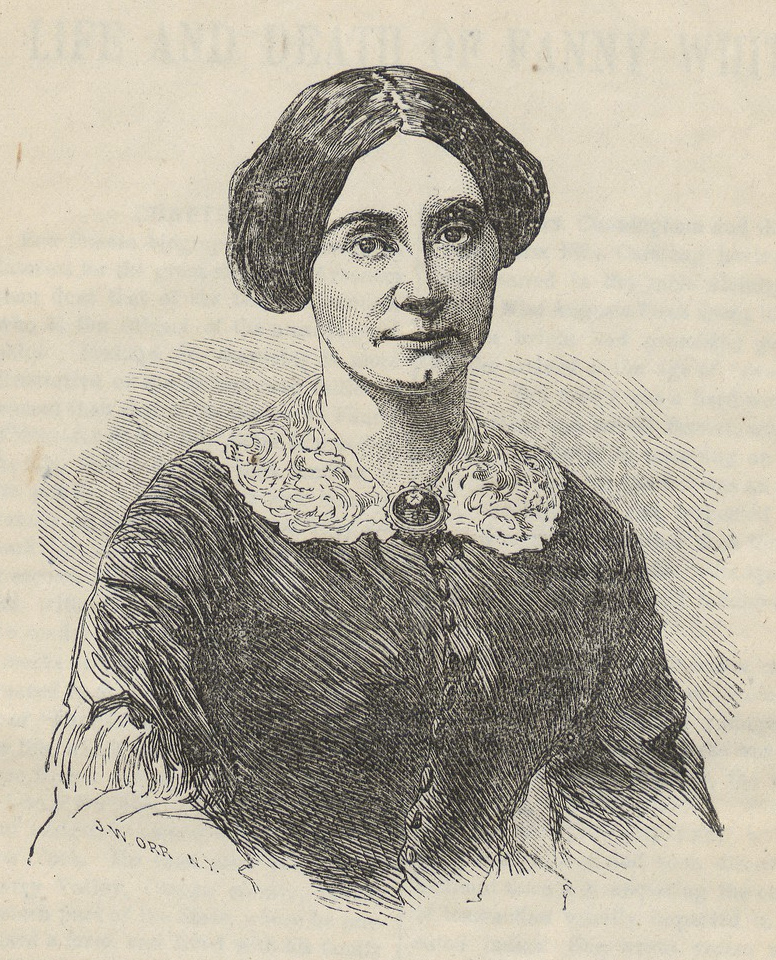

Jane Augusta Blankman (de soltera, Funk; 22 de marzo de 1823 – 12 de octubre de 1860), más conocida como Fanny White, fue una famosa cortesana del Nueva York de antes de la guerra de Secesión. Conocida por su belleza, ingenio y astucia para los negocios, White acumuló una importante fortuna en el curso de su carrera, se casó con un abogado en la treintena y murió de repente un año más tarde. Los rumores de que White había sido envenenada provocaron una protesta pública, que obligó a una investigación de su muerte.

## Primeros años
Jane Augusta Funk nació el 22 de marzo de 1823 en Cherry Valley, condado de Otsego, Nueva York, como la hija mayor de los granjeros Jacob y Jane B. Funk. Su madre murió cuando ella tenía 8 años, mientras su padre falleció en 1847. Funk recibió una educación básica y era considerada una niña aficionada a los libros.
A los diecisiete o dieciocho años, Funk "se convirtió en víctima de un seductor." Un "seductor" era un hombre más mayor que seducía jóvenes ingenuas, a menudo con una promesa de matrimonio, solo para abandonarlas tras conseguir sus favores. Dado el énfasis de la moral tradicional en la virginidad prematrimonial femenina, las "mujeres seducidas y abandonadas" eran consideradas arruinadas y rechazadas en la sociedad victoriana. La seducción según los informes era la tercera causa más "común" de caída en la prostitución en Nueva York a principios del siglo XIX, después de motivos económicos y la "inclinación", y fue visto como un problema social por los reformadores morales.
En el otoño de 1842, Funk fue a la ciudad de Nueva York, junto a su hermano mayor John H. Funk, un carpintero que se había mudado allí seis años antes. El marido de Funk más tarde acusaría a John de rechazar ayudar a su hermana arruinada. Funk encontró trabajo de baja categoría en un hotel para subsistir. En 1843, Funk entró en un "burdel en 120 Church Street", donde asumió su nombre profesional de Fanny White.

## Carrera
En el Nueva York anterior a la guerra de Secesión la mayoría de burdeles eran propiedad y estaban controlados por mujeres.  La prostituta promedio comenzaba en el oficio antes de los 21 años, la mayoría de edad entonces, y ejercía cuatro o cinco años.  La mayoría servía a tiempo parcial, y pocas continuaban después de los 30 años. Muchas contraían tuberculosis o sífilis.
Fanny White tuvo suerte y sentido comercial. Unos meses después de empezar a trabajar en 120 Church Street, se mudó al burdel de Julia Brown en Broadway Oeste, cerca del Teatro Nacional. En 1847, White de 24 años ya dirigía el burdel en Church Street donde había comenzado a trabajar.
También en 1847, conoció al abogado del Tammany Hall Daniel Sickles. Las pupilas de White lo consideraban su "hombre". Las cortesanas del siglo XIX generalmente tenían un "hombre" o "amigo", un protector o cliente con el que desarrollaban una relación romántica. El amante de una cortesana normalmente no pagaba por su atención, aunque eran generosos con ella y Sickles obsequió a White joyas y dinero.
En 1851, White adquirió un edificio en 119 Mercer Street, donde abrió un discreto burdel de lujo. "Sus clientes eran comerciantes, congresistas, y miembros del cuerpo diplomático de visita en Nueva York." White cuidó de mantener buenas relaciones con la policía para que su establecimiento pasara desapercibido y a salvo de redadas, cierres o multas.
La relación indiscreta con Daniel Sickles, sin embargo, atrajo fuertemente la atención. Después de que el abogado fuera elegido miembro de la Asamblea Estatal de Nueva York en 1847, llevó a White a su hotel en Albany, donde la presentó en la mesa del almuerzo a los consternados invitados. También la llevó a visitar la Cámara de la Asamblea Estatal, acción por la que fue censurado por los Whigs. Una noche, ambos salieron a la ciudad con White ilegalmente vestida de hombre, y acabaron la noche en prisión. Es casi seguro que Sickles arregló la hipoteca del burdel de White en Mercer Street utilizando el nombre de su amigo (y futuro suegro) Antonio Bagioli. Los rumores de que White había contribuido con sus propias ganancias en la campaña electoral de Sickles lo perseguirían el resto de su carrera política.
En septiembre de 1852, Sickles se casó precipitadamente con Teresa Bagioli, de dieciséis años. Se rumoreó que White estaba tan enojada que le siguió hasta un hotel y le atacó con una fusta. Pero en agosto de 1853, cuando viajó a Inglaterra como el secretario de James Buchanan, el ministro estadounidense en el tribunal de St. James, le acompañó White en lugar de su mujer. Una fuente alega que Sickles le consiguió el pasaporte. La madam amiga Kate Hastings se ocupó del burdel en 119 Mercer Street durante la ausencia de White.
En Inglaterra, White acompañó abiertamente a Sickles en teatros, óperas y eventos diplomáticos. La mayoría de las fuentes están de acuerdo en que White hizo la reverencia a la reina Victoria en una recepción en el Palacio de Buckingham, donde Sickles la presentó como la "señorita Bennett de Nueva York."
Los historiadores especulan que fue White la que convenció de hacerlo a Sickles, que accedió tanto por su intensa aversión a la monarquía como al editor del New York Herald, James Gordon Bennett. La reina Victoria aparentemente nunca supo la verdad, pero Bennett estaba furioso por el uso de su nombre. The Life and Death of Fanny White, sin embargo, alega que White cambió legalmente su nombre antes de salir para Europa. Y después de 1853, White firmó giros bancarios y contratos comerciales con el nombre "J. Augusta Bennett."
Cuando Teresa Bagioli Sickles llegó a Londres en la primavera de 1854, White se fue. Una fuente reclama que hizo una visita al continente– " visitó París, Baden-Baden, Viena, y otros centros turísticos aristocráticos interesantes y de moda", y fue sacada de la Ópera de París por gendarmes después de emborracharse, regresando a Nueva York más tarde el mismo año. De vuelta, White estableció un segundo burdel detrás del St. Nicholas Hotel y también reanudó la administración del de 119 Mercer Street.
En 1856, se la vio paseando en el carruaje del rico y mucho mayor Jacob Rutgers Leroy, uno de los LeRoy del Triangle Tract del oeste de Nueva York. Entregó la administración de 119 Mercer Street a Clara Gordon y se mudó a una casa de su propiedad en el 108 Twelfth Street, acompañada por dos "internas".

## Reforma de Jane Augusta Blankman
En 1858, White había conocido al abogado defensor Edmon Blankman, siete años menor que ella. Se casaron en 1859 y White se convirtió en Jane Augusta Blankman. En el momento de su matrimonio, "se decía que poseía varias casas en la ciudad, las cuales eran presuntamente regalos de pretendientes, así como una anualidad de 5,000 dólares y un lote de bienes raíces al parecer dado por un amigo."
Jane Blankman era generosa con su familia. En 1856 pagó a su hermano John 2,500 dólares de arrendamiento de por vida por una casa de su propiedad, y dio el arrendamiento a su hermana viuda, la señora Eliza Williams. Blankman contribuyó con la mitad del dinero para adquirir un parcela para la familia Funk en el Cementerio de Green-Wood en Brooklyn.  Blankman compró a su hermano menor, Hiram Funk, suficientes participaciones en la Resolute Fire Insurance como para obtener una posición como topógrafo en la compañía. Ayudó a criar y pagó la educación de su sobrina, Lillian Bennett. Poseía la propiedad de moda en el nº 49 West 34.ª Street donde ella y su nuevo marido residieron como los señores Blankman.  Rechazó, sin embargo, ceder la propiedad a Edmon cuando se lo pidió. Cuando un amigo le preguntó por qué no, Blankman presuntamente respondió que "ella no era tonta" y "que desde que sus sospechas se despertaron respecto a que [Edmon] intentaba tener intimidad con su sobrina, había perdido toda confianza en él."

## Muerte polémica

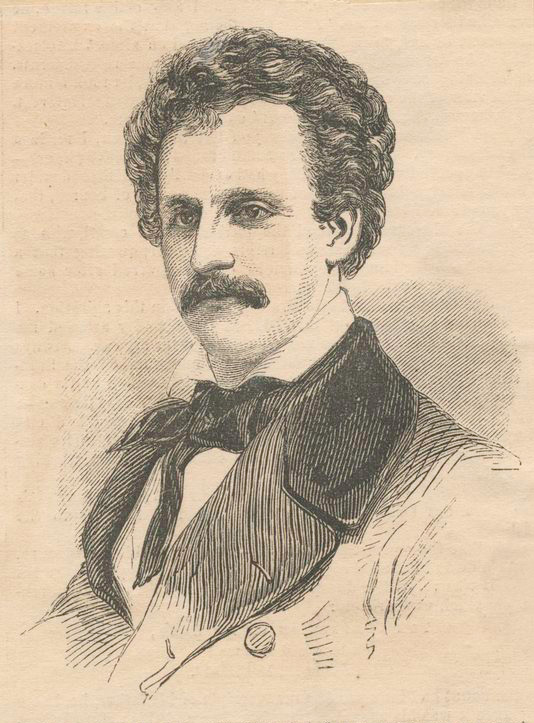
Edmon Blankman, Esq.

El 12 de octubre de 1860, Jane Blankman murió de repente en su casa. Tenía 37 años y ningún hijo conocido. Se desataron de inmediato los rumores de que su marido la había envenenado para acceder a su fortuna. Su hermano arregló para que los doctores Finnell y Sands realizaran una autopsia, que concluyó que Blankman había muerto de apoplejía (derrame cerebral). Su cuerpo fue empaquetado en hielo y trasladado al cementerio de Green-Wood para el entierro. Pero el 16 de octubre, motivado por los continuos rumores de envenenamiento, el forense de la ciudad Schirmer y el fiscal del distrito Waterbury ordenaron que los restos de Blankman fueran reexaminados en el Hospital Bellevue. La investigación de tres días se convirtió en una causa célebre y fue informada en The New York Times. 
Los doctores que reexaminaron el cuerpo de Blankman informaron señales de exposición a la tuberculosis y la sífilis, así como síntomas de enfermedad cardiovascular y hemorragia extensa en el cerebro, pero ningún signo de envenenamiento. The Life and Death of Fanny White la describe como "frágil" pero el doctor que la declaró muerta la describió como "muy fuerte".
El 20 de octubre de 1860, el forense afirmó el veredicto de muerte por apoplejía. Los hermanos de la difunta querían enterrarla en la parcela familiar de los Funk, pero sus restos fueron finalmente enterrados el 25 de marzo de 1861 en la parcela familiar de los Blankman también en el cementerio de Green-Wood en Brooklyn.
El valor total de su propiedad al momento de su muerte se estimó variablemente de 50,000 a 100,000 dólares– entre uno y dos millones de dólares de 2010– pero ello puede haber sido una subestimación significativa de su valor real. En el testamento presentado por Edmon Blankman, dejaba casi todo su patrimonio a su marido. Los hermanos de White impugnaron el testamento, reclamando que había sido falsificado por su viudo después de su muerte. El 26 de junio de 1861, después de meses de ásperas disputas, el surrogado  William H. Freeland falló a favor de Edmon Blankman. Una vez más, los hermanos de White apelaron, pero el Tribunal Superior de Nueva York confirmó el veredicto a finales de septiembre. Edmon Blankman empezó a liquidar el patrimonio de su mujer en octubre de 1861.